# Лоу, Эдвард
Эдвард «Нед» Лоу (англ. Edward «Ned» Lowe; около 1690, Вестминстер, Лондон — около 1724) — британский пират, действовавший во времена заката золотого века пиратства, в XVIII веке.

## Биография
Он родился в Лондоне в семье воров и ранние годы своей жизни провел в полной нищете. Родители, обитавшие в трущобах, боялись, что младенца могут загрызть крысы, а потому брали его «на дело» с собой: перед выходом Лоу запихивали в плетеную корзинку, что была приторочена к спине его брата. По ходу дела брат умудрялся сдергивать с зазевавшихся прохожих шляпы, а то и парики. Он вообще был ужасным прохвостом и скоро закончил жизнь на виселице, не успев преподать Эдварду всех уроков жизни.
Эдвард Лоу воспитывался на улицах, среди преступников, поэтому не стоит удивляться тому, что он впитал в себя худшее. Он практически не мог изъясняться нормально, не сквернословя. Обладал крайне неуравновешенным характером и мог в любой момент затеять безобразную драку. Очень рано в Лоу пробудилась склонность к мошенничеству. Говорили, что он даже получил известность в соответствующих кругах как знатный карманник. Кроме того, в нем жила неистребимая страсть к азартным играм. А еще он любил облагать особым налогом своих сверстников – за право проживания в его районе; если кто-то отказывался ему платить, Лоу забивал его до полусмерти.
Начав своими преступными выходками привлекать к себе много внимания, Лоу решает направиться в Америку и на время оседает в Бостоне. Там он ведет семейную жизнь с некой Элиз Марбл. У Эдварда Лоу рождается сын, который в скором времени, еще будучи младенцем, умирает. Позже рождается дочь, появление на свет которой стоит жизни матери. Смерть жены была настоящим шоком для Эдварда, впоследствии, когда Лоу стал пиратом, он не принимал в свою команду женатых парней, а девушек, которые были среди его пленных, он никогда не трогал, каждая всегда благополучно высаживалась на берег.
После горя в семейной жизни Эдвард нанимается на такелажные работы. Строгость и несправедливость капитана вынуждают его поднять бунт, оказавшийся впоследствии безуспешной затеей. Эдварду с несколькими приспешниками приходится бежать. Они захватывают у берегов Род-Айленда небольшой шлюп, избирают Лоу капитаном и поднимают пиратский флаг. Так начинается пиратская карьера одного из самых жестоких пиратов в истории.
Говорили, что Эдвард Лоу за трусость в бою наказывал смертью или высаживал на необитаемый остров. Он запрещал азартные игры, обманывать или обкрадывать других. Во время боя необходимо было быть трезвым, оружие, пистолеты и сабли должны были быть всегда готовы к бою. Того, кто это нарушил, ждало суровое наказание. Драться между собой запрещено, только на суше можно было выяснить отношения, но это было похоже на честную дуэль, которая продолжалась до первой крови.
Вообще же благородства у этого человека было мало. Во время своих разбойничьих налетов Лоу действовал с изощрённой жестокостью, оставив о себе память как об одном из наиболее злобных и кровожадных садистов. Он «…взял с собой на борт около ста отчаянных ребят, какие только бывают на виселицах…» и — «взяли богатой португальской корабль… но как груз не столько нужен им был как деньги, то они начали мучить матросов, которые принуждены были объявить, что корабельщик бросил в море мешок с тысячью мойдорами. Лоу, узнавши сие бранился и ругался до исступления; вырезал у корабельщика обе губы и умертвил его со всем экипажем корабельным, состоящем в тритцати шести человеках…
—…взяли… корабль именуемый «Амстердамской купец». Корабельщику Лоу разрезал нос, отрезал ему уши и, разграбивши весь корабль, отпустил на волю. После того, он взял один шлюп… велел всех людей перевязать и поставить им между пальцами зажжённые фитили, отчего тело всё сгорело до костей; наконец высадил их на берег необитаемой никем; таким образом поступал он и с другими кораблями, какие попадались в руки…»
—…Однажды Лоу захватил португальское судно «Наша Богоматерь Победа», основная часть драгоценностей с которого была сброшена одним матросом за борт. Узнав об этом, пират отрезал ему губы, зажарил, и после чего впихнул бедняге их в глотку…»'
Он сжигал людей заживо, отрезал им уши, вырезал сердца и совершал прочие немыслимые деяния, которые даже для самых отъявленных пиратов были неприемлемы.
Первые несколько кораблей Эдвард захватил без труда, но осознавая, что опыта у него все равно маловато, он решает попроситься в команду к уже известному в то время пирату Джорджу Лоутеру. Тот, в свою очередь, принимает Лоу к себе в качестве лейтенанта и берет к себе в команду и остальных людей Эдварда. Лоутер обучал его всему, что знал сам, а Лоу в ответ ему рассказывал о разных изощренных пытках. Квалификация Эдварда Лоу в пиратском деле росла очень быстро. 28 мая 1722 Лоутер решает, что Эдвард готов к тому, чтобы стать капитаном, и отдает ему одно из захваченных судов.
Попрощавшись со своим наставником, Эдвард входит в небольшую бухту у берегов Канады, где атакует 13 рыболовецких судов, остальные присутствовавшие в бухте канадцы после крика Лоу, что пощады не будет никому, сразу же сдаются без боя. В этой же гавани среди всех кораблей пирату приглянулась вместительная шхуна, которую он присвоил себе и окрестил не свойственным для него кокетливым названием «Каприз», поручив командовать ею юному Чарльзу Харрису. Остальные корабли рыбаков были им сожжены. Какая‑то часть их экипажа была насильно присоединена к пиратской команде.
Сохранились воспоминания одного из этих моряков, Филиппа Аштона, поневоле оказавшегося среди пиратов. Ему удалось сбежать в мае 1723 года у Роатан‑Айленда, что неподалёку от Гондураса. Он подробно описал, как его били, полосовали плетьми, держали в тяжелых цепях, постоянно угрожали смертью. Все это делалось для того, чтобы Аштон подписался под сводом правил, составленных самим Лоу, и присоединился к пиратам. Поскольку Аштон не желал подчиняться, пытки происходили ежедневно, причём при полном одобрении и живейшем участии команды.
Вслед за разбоем в канадской бухте Эдвард захватывает еще несколько кораблей, чудом избежав гибели, приняв однажды военное судно за торговое. После длительного плавания быстроходность судна упала, и было принято решение провести кренгование. Из-за неверно распределенного веса в процессе работы второе судно Эдварда наклонилось, и в незакрытые иллюминаторы хлынула вода. Корабль затонул за считаные минуты, унеся с собой жизни двух членов команды, практически весь провиант и большую часть запасов пресной воды.
Замаскировавшись под купеческое судно, пираты сумели пополнить свои запасы в ближайшем портовом городке. Местный патруль насторожился и с целью разведки, после того, как Лоу покинул порт, отправил за ним шлюп. Стоило бы отправить целую флотилию, поскольку команда Эдварда атаковала шлюп и быстро с ним расправилась. Старый корабль был отдан под командование Фрэнсиса Фаррингтона Сприггза, который под покровом ночи, заручившись поддержкой тех, к кому Лоу относился несправедливо, увел судно и подался разбойничать независимо от своего бывшего капитана. Эдвард был вне себя от злости, но трезво рассудив, что Сприггз за ночь ушел очень далеко, махнул на это рукой.
Пиратствуя дальше, Эдвард в 1724 году встречает своего старого наставника Джорджа Лоутера. Учитель и ученик на время объединились для совместного разбоя, но видя, в какого неуравновешенного маньяка превратился Лоу, Джордж вскоре его покидает. На этом исторические данные обрываются и о дальнейшей судьбе пирата-маньяка ничего неизвестно. Полагают, что команда устала терпеть его кровожадные деяния и высадила на необитаемом острове, на который позже случайным образом забрели французские моряки. Они опознали пирата, схватили его и повесили на Мартинике.
Во время разбоев Лоу захватил более ста кораблей. Большинство из них было сожжено. Несмотря на короткий период активного пиратства, Эдвард Лоу является одним из самых кровожадных пиратов.

## Правила
У Лоу был набор статей, кодекс поведения. Перечисленные ниже статьи приписываются Лоу The Boston News-Letter. Первые восемь из этих статей по существу идентичны тем, которые приписываются Лоутеру Чарльзом Джонсоном.

Вполне вероятно, что оба отчета верны и что Лоу и Лоутер совместно использовали одни и те же статьи, причем две дополнительные статьи Лоу были порядком, или поправкой, принятой после того, как две команды разделились.
I. Капитан должен иметь две полные доли; [Четвертной] Капитан должен иметь одну долю с половиной; Врач, помощник капитана, канонир и боцман - одну долю и одну Четверть.
II. Тот, кто будет признан виновным в Незаконном хранении Оружия на борту Капера или любого другого захваченного нами приза с целью нанесения ударов или Оскорбления друг друга в любом отношении, понесет то Наказание, которое Капитан и Большинство членов Команды сочтут нужным.
III. Тот, кто будет признан виновным в Трусости во время Военных действий, понесет то Наказание, которое капитан и большинство Команды сочтут нужным.
IV. Если на борту какого-либо Приза или Призов стоимостью в Восьмерку монет будет найдено Золото, Драгоценности, Серебро и т.д., и нашедший их не доставит их Старшине в течение 24 часов, он понесет такое Наказание, какое капитан и Большинство Команды сочтут нужным.
V. Тот, кто будет признан виновным в Азартной игре или обмане друг друга на сумму в один Королевский куш, понесет такое Наказание, какое Капитан и Большинство Команды сочтут нужным.
VI. Тот, кто будет иметь несчастье потерять Конечность во время Боя, получит Сумму в шестьсот восьмизарядных монет и останется на борту столько, сколько сочтет нужным.
VII. Хорошие кварталы, которые можно получить, когда этого хочешь.
VIII. Тот, кто первым увидит парус, должен иметь на борту лучший пистолет или стрелковое оружие.
IX. Тот, кто будет виновен в пьянстве во время Боя, понесет то Наказание, которое Капитан и большинство Команды сочтут нужным.
X. Никаких выстрелов в Доме.
Из этих правил можно достаточно легко заключить, какие нравы царили на тогдашних пиратских кораблях. 

## В культуре
- Персонаж в сериале «Чёрные паруса» в исполнении актёра Тайга Мерфи.